# Гейл, Джин
Джин Гейл (англ. Jean Gale; 13 сентября 1912 — 26 сентября 1974) — исполнительница водевиля и актриса 1930-х годов.

## Биография
Гейл родилась в Сан-Франциско, Калифорния. С раннего возраста, вместе с сёстрами-близнецами Джоан и Джейн, начала играть в водевиле. В 1934 году Джин сыграла небольшую роль в фильме «До дна», со Спенсером Трейси в главной роли. В том же году она стала одной из тринадцати девушек, победивших в WAMPAS Baby Stars.
Казалось, что её ждёт долгая карьера, но этого не случилось. Позже она снялась в двух фильмах, «Звезда родилась» (1937) и «Девушка с улицы А» (1940), но имя Гейл в титрах указано не было. На этом актёрская карьера Джин Гейл закончилась. Она поселилась в Лос-Анджелесе, где и прожила до самой своей смерти 26 сентября 1974 года.